# ويليام نوريس
ويليام نوريس (بالإنجليزية: William Norris)‏ (4 نوفمبر 1830 - 16 أبريل 1889) هو لاعب كريكت بريطاني (وحمل سابقاً جنسية المملكة المتحدة لبريطانيا العظمى وأيرلندا).